# Pearl City (Hawaï)
Pearl City is een plaats (census-designated place) in de Amerikaanse staat Hawaï, en valt bestuurlijk gezien onder Honolulu County.

## Demografie
Bij de volkstelling in 2010 werd het aantal inwoners vastgesteld op 47.698.

## Geografie
Volgens het United States Census Bureau beslaat de plaats een oppervlakte van
15,0 km², waarvan 12,9 km² land en 2,1 km² water.

## Plaatsen in de nabije omgeving
De onderstaande figuur toont nabijgelegen plaatsen in een straal van 8 km rond Pearl City.